# Sint-Rochuskapel (Floreffe)

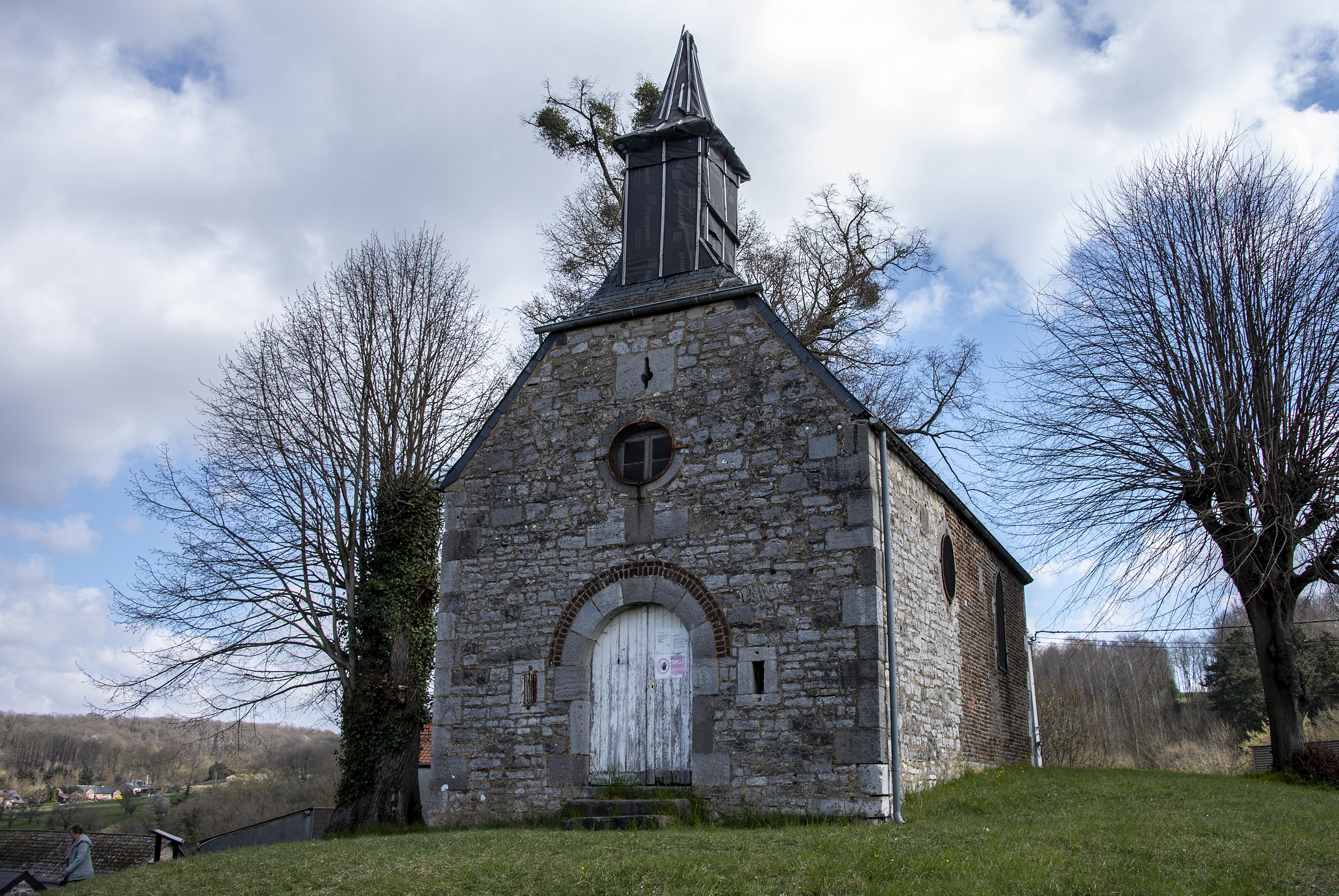
Sint-Rochuskapel

De Sint-Rochuskapel (Chapelle Saint-Roch) is een katholiek religieus gebouw in Floreffe, in de provincie Namen ( België ). De kapel werd gebouwd in 1632 en uitgebreid in de eeuw daarna. Ze staat op de lijst van het Waalse onroerend erfgoed.

## Historiek

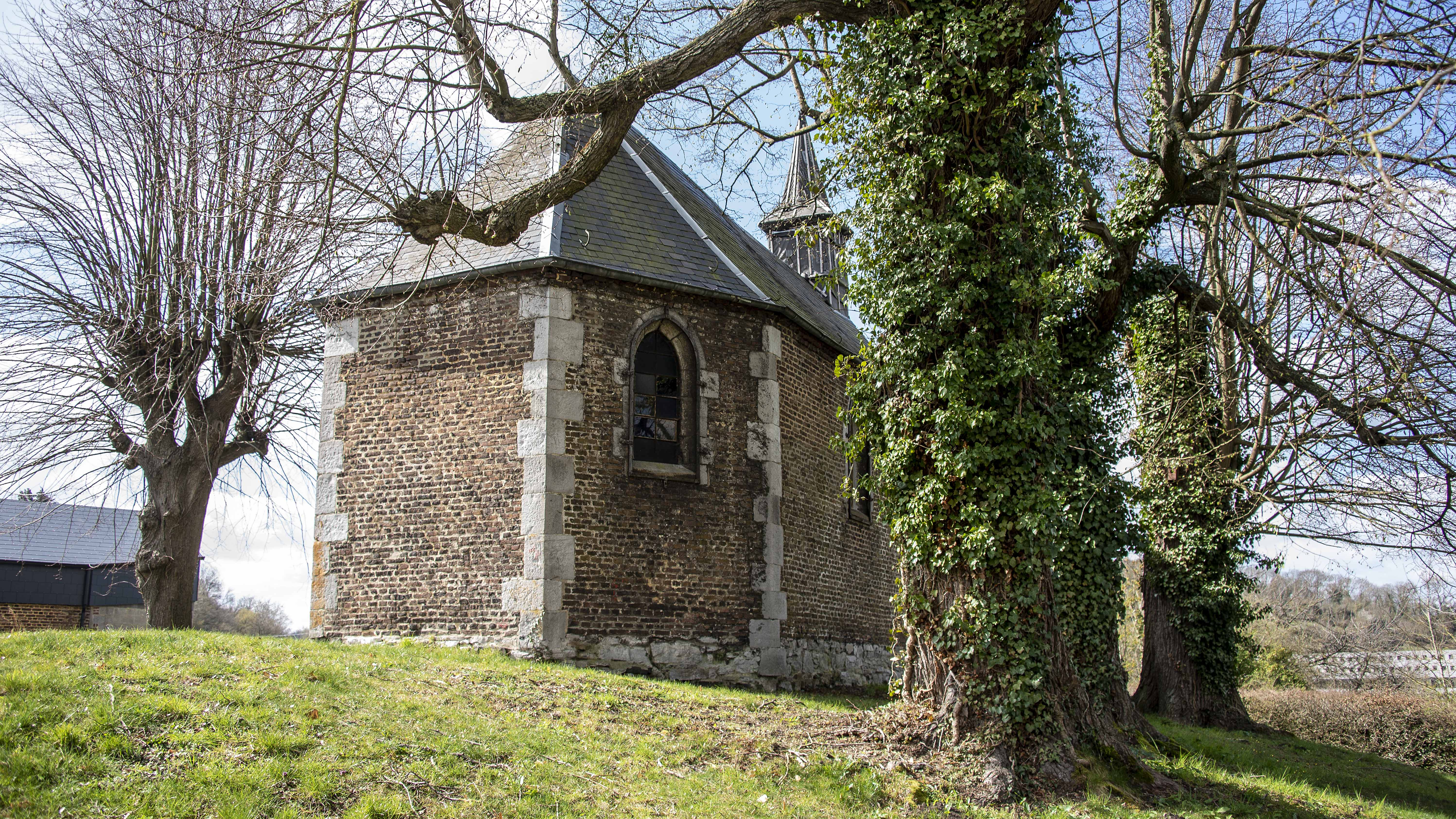

In de 16e en XVII eeuw In de 18e eeuw troffen pestepidemieën de Zuidelijke Nederlanden veelvuldig. Dit was opnieuw het geval in 1632, in dit deel van het prinsdom Luik, in Floreffe. De kapel van Sint-Rochus dateert uit deze periode. De funderingssteen, die tegenwoordig aan de buitenmuur is bevestigd, is hiervan een stille getuige: 'IHS/1632'. De begraafplaats waar de slachtoffers van de pest begraven werden, lag in de vallei van de Crolcul (een beek, een zijrivier van de Samber ), onder de kapel. Op de hoogten - een rotsachtig massief ten zuidoosten van de abdij van Floreffe - werd een heiligdom gebouwd ter ere van Sint-Rochus, patroonheilige en beschermer van onder andere slachtoffers van besmettelijke ziekten. Men vroeg om zijn bescherming en steun, ook na de dood. De kapel ligt op een rotspunt tussen twee valleien.
Iets meer dan een eeuw later werd de kapel vergroot, gezien het grote aantal pelgrims dat de kapel bezocht. De ruimte werd verdubbeld door het schip te verlengen en er werd een klokkentoren boven de voorgevel gebouwd. Dit gedeelte is gebouwd met lokale steensoorten. Vanaf de landtong waar de kapel zich bevindt, heeft men uitzicht op de abdij en het dorp Floreffe. Omdat de abdij tuinen heeft die dicht bij het heiligdom liggen, is dit laatste ook gewijd aan Sint-Fiacre, beschermheilige van de tuiniers.